# Ophichthus fasciatus
Ophichthus fasciatus är en fiskart som först beskrevs av Chu, Wu och Jin, 1981.  Ophichthus fasciatus ingår i släktet Ophichthus och familjen Ophichthidae. Inga underarter finns listade i Catalogue of Life.